# Adnan Ugur
Adnan Ugur (Diest, 28 giugno 2001) è un calciatore belga, centrocampista del Pendikspor.

## Caratteristiche tecniche
È un centrocampista centrale.

## Carriera
Cresciuto nel settore giovanile del Club Bruges, nel 2019 è stato acquistato a titolo definitivo dal Fortuna Sittard. Ha esordito fra i professionisti il 4 agosto seguente disputando l'incontro di Eredivisie vinto 4-0 contro l'Heracles Almelo.

## Statistiche
Statistiche aggiornate al 6 febbraio 2024.

### Presenze e reti nei club
| Stagione                | Squadra                 | Campionato              | Campionato | Campionato | Coppe nazionali | Coppe nazionali | Coppe nazionali | Coppe continentali | Coppe continentali | Coppe continentali | Altre coppe | Altre coppe | Altre coppe | Totale | Totale | Totale |
| Stagione                | Squadra                 | Comp                    | Pres       | Reti       | Comp            | Pres            | Reti            | Comp               | Pres               | Reti               | Comp        | Pres        | Reti        | Pres   | Reti   |        |
| ----------------------- | ----------------------- | ----------------------- | ---------- | ---------- | --------------- | --------------- | --------------- | ------------------ | ------------------ | ------------------ | ----------- | ----------- | ----------- | ------ | ------ | ------ |
| 2019-2020               | Fortuna Sittard         | ED                      | 6          | 0          | CO              | 0               | 0               |                    | -                  | -                  |             | -           | -           | 6      | 0      |        |
| 2020-gen. 2021          | Fortuna Sittard         | ED                      | 6          | 0          | CO              | 0               | 0               |                    | -                  | -                  |             | -           | -           | 6      | 0      |        |
| Totale Fortuna Sittard  | Totale Fortuna Sittard  | Totale Fortuna Sittard  | 6          | 0          |                 | 0               | 0               |                    | -                  | -                  |             | -           | -           | 6      | 0      |        |
| gen.-giu. 2021          | Dordrecht               | EED                     | 12         | 0          | CO              | 0               | 0               |                    | -                  | -                  |             | -           | -           | 12     | 0      |        |
| 2021-2022               | Fatih Karagümrük        | SL                      | 24         | 1          | TK              | 2               | 0               | -                  | -                  | -                  | -           | -           | -           | 26     | 1      |        |
| 2022-2023               | Fatih Karagümrük        | SL                      | 11         | 0          | TK              | 2               | 0               | -                  | -                  | -                  | -           | -           | -           | 13     | 0      |        |
| 2023-2024               | Fatih Karagümrük        | SL                      | 11         | 1          | TK              | 2               | 0               | -                  | -                  | -                  | -           | -           | -           | 13     | 1      |        |
| Totale Fatih Karagümrük | Totale Fatih Karagümrük | Totale Fatih Karagümrük | 46         | 2          |                 | 6               | 0               |                    | -                  | -                  |             | -           | -           | 52     | 2      |        |
| Totale carriera         | Totale carriera         | Totale carriera         | 64         | 2          |                 | 6               | 0               |                    | -                  | -                  |             | -           | -           | 70     | 2      |        |